# André Blondel

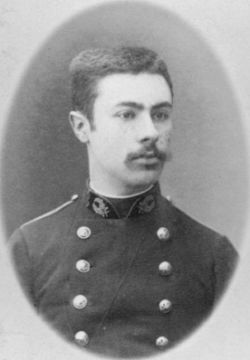
André Blondel (1888)

André-Eugène Blondel (Chaumont, 28 april 1863 – Parijs, 15 november 1938) was een Franse technicus en natuurkundige. Hij is de uitvinder van de elektromechanische oscillograaf en bedenker van een systeem van fotometrische meeteenheden.

## Biografie
Blondel was afkomstige uit een oude, vooraanstaande familie: zijn vader was magistraat in de stad Dijon. Hij excelleerde op het lyceum van Dijon en verliet de school als beste leerling. In 1883 begon hij zijn studie aan de École nationale des ponts et chaussées, waar hij in 1888 met lof afstudeerde. Zijn carrière als technicus begon bij de Service central des Phares et Balises (Centrale Dienst van vuurtorens en bakens), waar hij zou blijven tot aan zijn pensionering in 1927. Binnen deze dienst publiceerde hij meer dan 250 artikelen.
Al vroeg in zijn carrière leed hij aan immobiliteit als gevolg van verlamming in zijn benen, waardoor hij 27 jaar lang aan zijn kamer gebonden was.

## Prestaties
Blondels belangrijkste bijdrage aan de experimentele natuurkunde was de uitvinding in 1893 van de schrijvende galvanometer, de oscillograaf. Zijn meetinstrument was veel beter dan de in 1891 uitgevonden klassieke stroboscoop en stelde wetenschappers in staat om snel veranderende elektrische processen waar te nemen en vast te leggen. Tot de opkomst van de oscilloscoop met de kathodestraalbuis was zijn oscillograaf veertig jaar lang de beste manier voor het meten van elektrische signalen. Het effende de weg voor het beter begrijpen van het gedrag van vooral wisselstromen.
In 1894 stelde hij voor het lumen en andere nieuwe meeteenheden te gebruiken in de fotometrie. Zijn systeem, gebaseerd op de meter en de violle-kaars, werd in 1896 door het International Electrotechnical Commission (IEC) aangenomen en wordt, op enkele kleine aanpassingen na, nog steeds gebruikt. Verder heeft hij bijgedragen aan de ontwikkeling van de draadloze telegrafie (samen met Gustave-Auguste Ferrié), de akoestiek en de mechanica.

## Erkenning
In 1913 werd Blondel gekozen als lid van de Franse Académie des Sciences en in 1927 benoemd tot Commandeur in het Franse Legioen van Eer. Hij werd in 1937 onderscheiden met de Faraday Medal en verkreeg daarnaast nog een medaille van het Franklin Institute, de Montefiore prijs en de Lord Kelvin award.
- Bibliothèque nationale de France: cb125704256 (data)
- Gemeinsame Normdatei: 1027603645
- International Standard Name Identifier: 0000 0000 7779 8939
- Library of Congress Control Number: n90715598
- Base Léonore: LH//260/3
- Nationale Bibliotheek van Tsjechië: mzk2010568664
- Système universitaire de documentation: 069063796
- Virtual International Authority File: 69048298
- WorldCat: E39PBJjtbx9tQbD4Hbt6JvHHmd